# Frei Otto

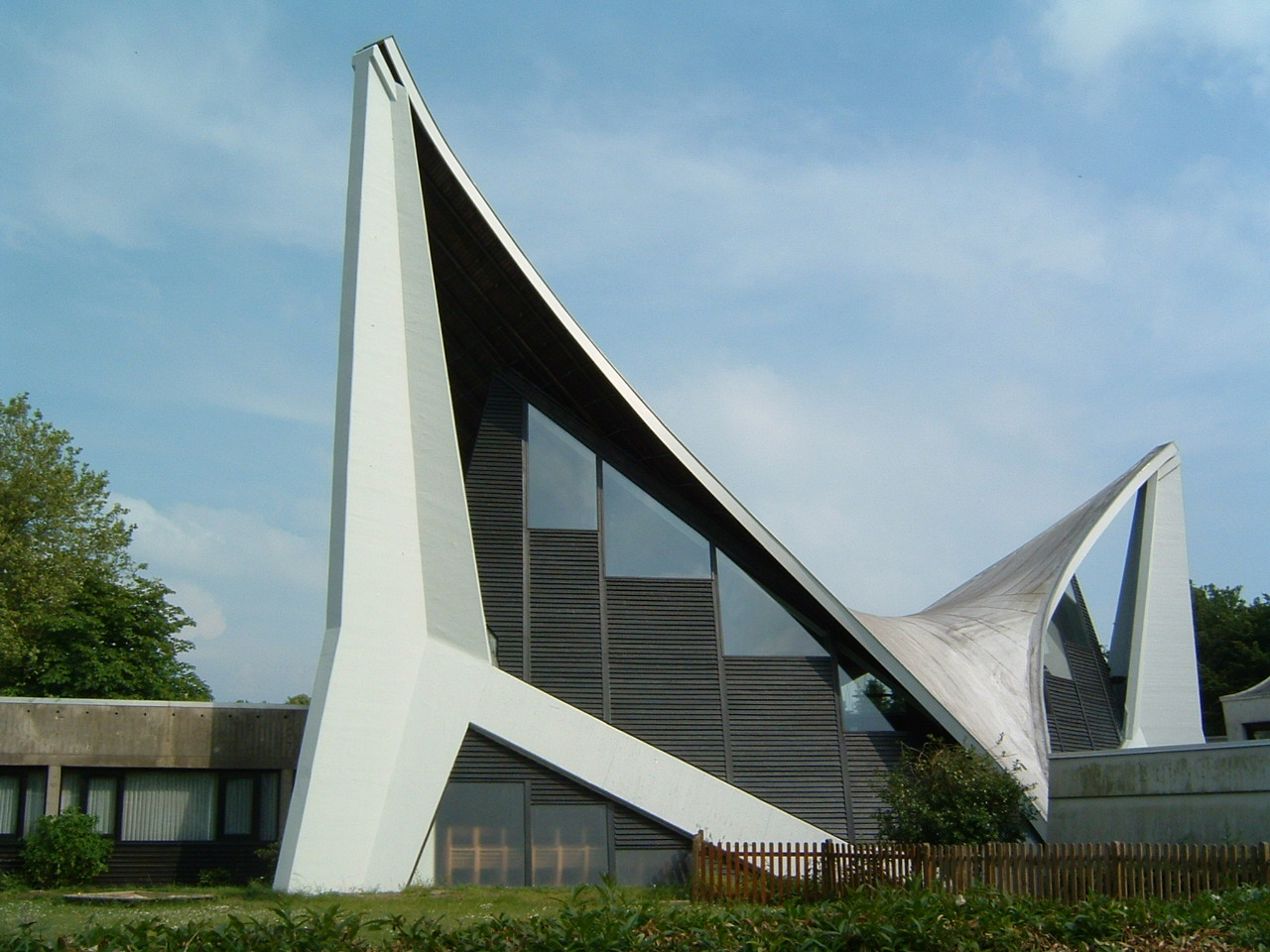
Kościół w Bremie (Huchting)

Frei Paul Otto (ur. 31 maja 1925, Siegmar (obecnie część Chemnitz), zm. 9 marca 2015 w Leonbergu) – niemiecki architekt, laureat: Royal Gold Medal w 2005, Praemium Imperiale w 2006,  Nagrody Pritzkera w 2015.
Był znany z projektów lekkich konstrukcji przypominających namioty. Charakterystycznymi cechami jego architektury są prostota i lekkość oraz częste użycie materiałów pochodzenia organicznego. 

## Życiorys
Dorastał w Berlinie. Jego ojciec i dziadek byli rzeźbiarzami. W nastoletnim wieku interesował się szybowcami, projektował je i nimi latał. 
We wrześniu 1943 roku został powołany do służby wojskowej i odbył szkolenie na pilota. Szkolenie przerwano pod koniec 1944 r. i Otto został przeniesiony do wojsk piechoty.  W kwietniu 1945 został jeńcem wojennym, dwa lata przebywał w obozie jenieckim w pobliżu Chartres we Francji. W obozie został architektem obozowym, uczył się budowy różnych konstrukcji przy użyciu jak najmniejszej ilości surowców.
W 1948 r. podjął ponownie rozpoczęte przed wojną studia na Uniwersytecie Technicznym w Berlinie. W 1950 przebywał na stypendium w USA, gdzie spotkał się z dorobkiem słynnych architektów m.in. Franka Lloyda Wrighta, Eero Saarinena czy Ludwiga Miesa van der Rohe, co wywarło na niego duży wpływ. Pracę doktorską obronił w 1954. 
W 1952 założył własną pracownię.  
Otto przez wiele lat wykładał na uniwersytetach. W 1961 na berlińskim Uniwersytecie Technicznym założył grupę badawczą zajmującą się biologią i budownictwem. W 1964 został mianowany profesorem zwyczajnym na Uniwersytecie w Stuttgarcie, w 1991 przeszedł na emeryturę. Był założycielem także Instytutu Konstrukcji Lekkich i Koncepcyjnych na tym samym uniwersytecie. 
W 1971 r. nowojorskie MoMA zorganizowało monograficzną wystawę, na której prezentowano prace Frei Otto.

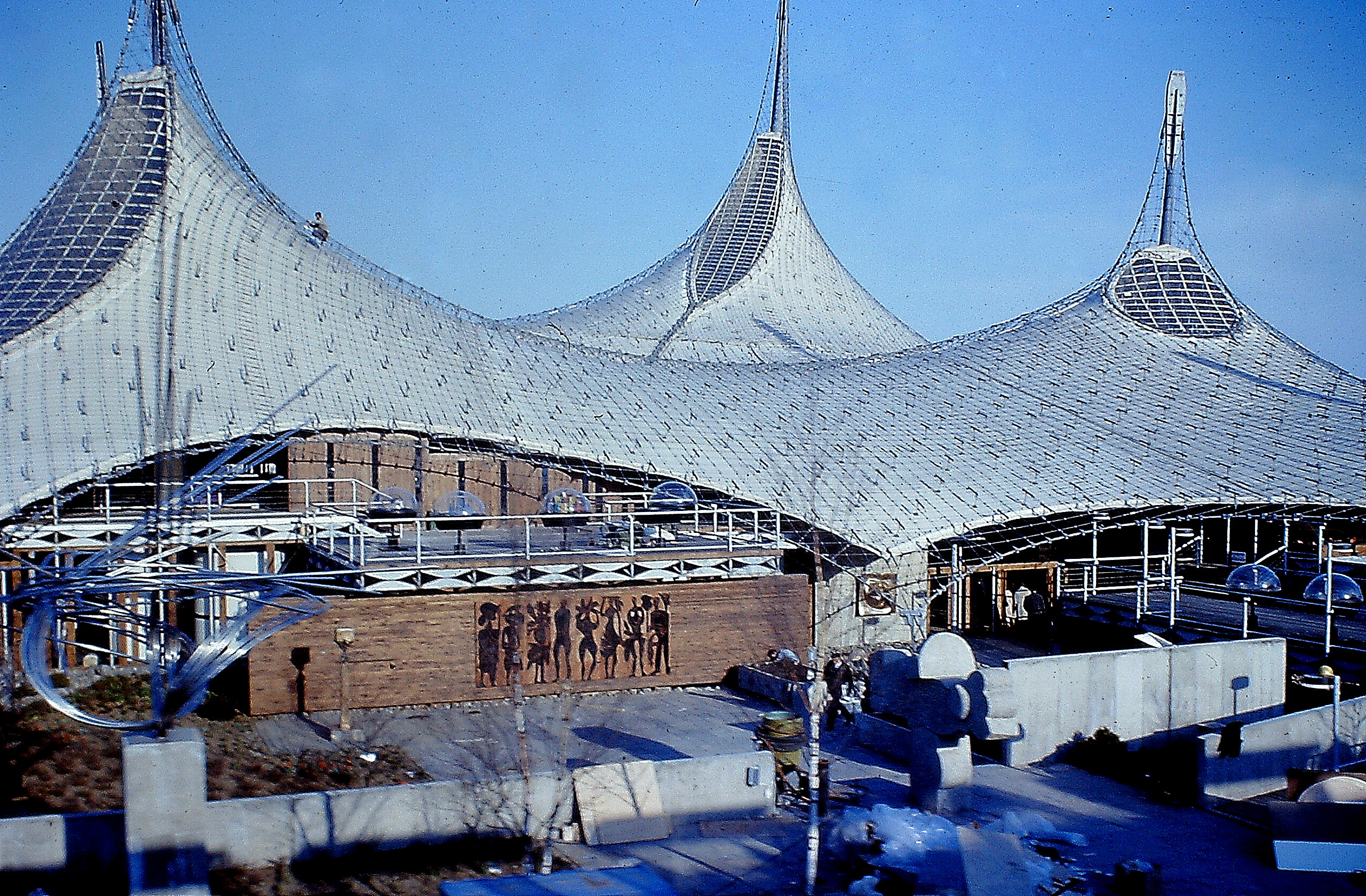
Pawilon RFN na Expo 1967

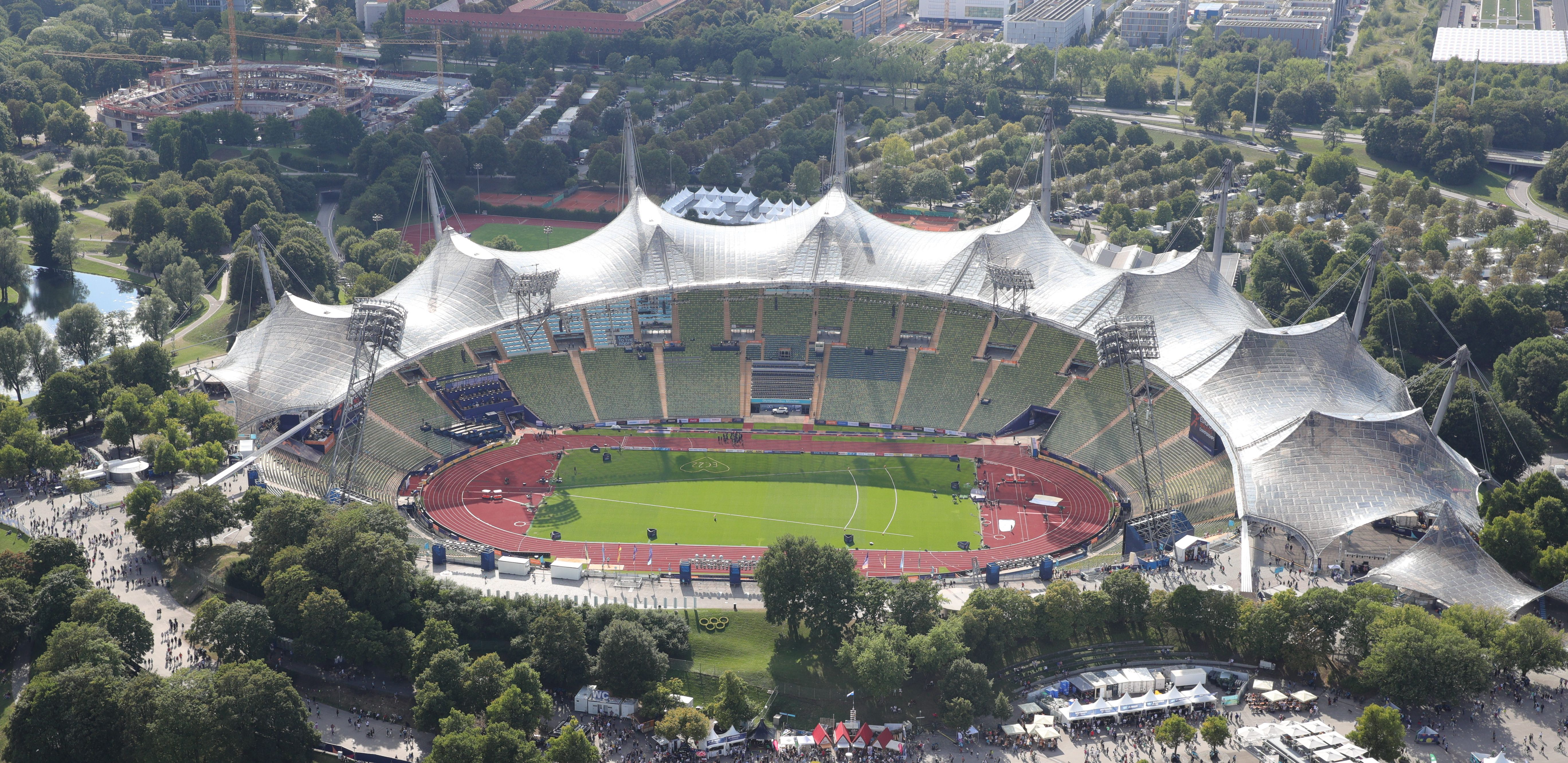
Stadion olimpijski w Monachium

Najbardziej znane realizacje Otto to głównie zadaszenia obiektów sportowych i pawilonów - m.in. zadaszenia parku olimpijskiego na olimpiadę w Monachium w 1972 r., pawilonu niemieckiego na Expo 1967 czy pawilonu japońskiego na Expo 2000 (we współpracy z Shigeru Banem).